# Austin Kimberley
O  Austin Kimberley  é um modelo de porte médio da British Motor Corporation.